# Casa de la calle Aceña, n.º 5
La casa de la calle Aceña de Juan Ramón Jiménez se encuentra en la actual calle Santa Ángela de la Cruz número 5 de Moguer, Provincia de Huelva (España). En el año 2015 fue declarada Bien de Interés Cultural de los Lugares Juanramonianos, con categoría de Sitio Histórico.

## Historia
En esta casa vivió Juan Ramón entre 1905 y 1912, a su regreso de Madrid, con su madre y su hermano Eustaquio. Tras largas ausencias de Moguer por cuestiones de salud, regresó en 1905 instalándose en esta casa ya que, por la muerte de su padre y los problemas económicos por los que atravesó su familia, tuvieron que vender la casa de la calle Nueva (Casa Museo). Fue comprada por la familia el 13 de abril de 1896.
El período que Juan Ramón vive en la Casa, de la entonces calle Cristóbal Colón, coincide con la etapa de mayor producción literaria. Entre los que figuran, en la Segunda Antología Poética (terminada de imprimir en 1922), los libros en verso: “Pastorales” (1903-1905); “Olvidanzas” (1906-1907); “Baladas de primavera” (1907); “Elejías”(1907•1908); “La soledad sonora” (1908); “Poemas májicos y dolientes” (1909); “Arte menor” (1909);” Poemas agrestes” (1910-1911); “Laberinto” (1910-1911); “Melancolía” (1910-1911); “Poemas impersonales” (1911); “Libros de amor” (1911-1912); “Domingos (Apartamiento: 1)” (1911-1912); “El corazón en la mano (Apartamiento: 2)” (1911-1912); “Bonanza (Apartamiento: y 3) (1911-1912); “La frente pensativa” (1911-1912); “Pureza” (1912); “El silencio de oro” (1911 -1913); “Idilios” (1912-l913), todos escritos durante su estancia en la casa. En verso y prosa son los libros “Esto” (1908•1911) y el sugerente título “Historias” (1909- 1912).

## Descripción
Está fechada en la segunda mitad del siglo XIX. Se trata de un edificio que sigue las pautas de la vivienda barroca muy extendida en la localidad en esa época. Es una vivienda unifamiliar de dos plantas de altura y cubierta en azotea, compuesta de tres cuerpos o crujías con habitaciones laterales, cuarto de baño, cocina, dependencias similares en el principal, y patio y corral de planta irregular. Está conectada por el patio y el comedor con el almacén en planta baja de la vivienda n° 3 de la misma calle que fue construida en 1976 en el solar que ocupaba la bodega aneja. Actualmente sólo se conserva parte de dicha bodega, con un lagar en el tramo final del edificio.
La fachada principal, de composición sencilla, se abre a la calle de la Aceña y consta de puerta de acceso a planta baja centrada y vanos laterales con rejas de hierro de tubo fundido, tres balcones y escalera de acceso a la planta alta.